# Даммари-ле-Лис
Даммари-ле-Лис (фр. Dammarie-les-Lys) — муниципалитет во Франции, регион Иль-де-Франс, департамент Сена и Марна. Впервые упоминается в 13 веке. Достопримечательностью являются руины цистерцианского аббатства, основанного в 1244 году Бланкой Кастильской.